# Djouroutou
Djouroutou este o comună din departamentul Tabou, regiunea Bas-Sassandra, Coasta de Fildeș.